# メリーゴーラウンド

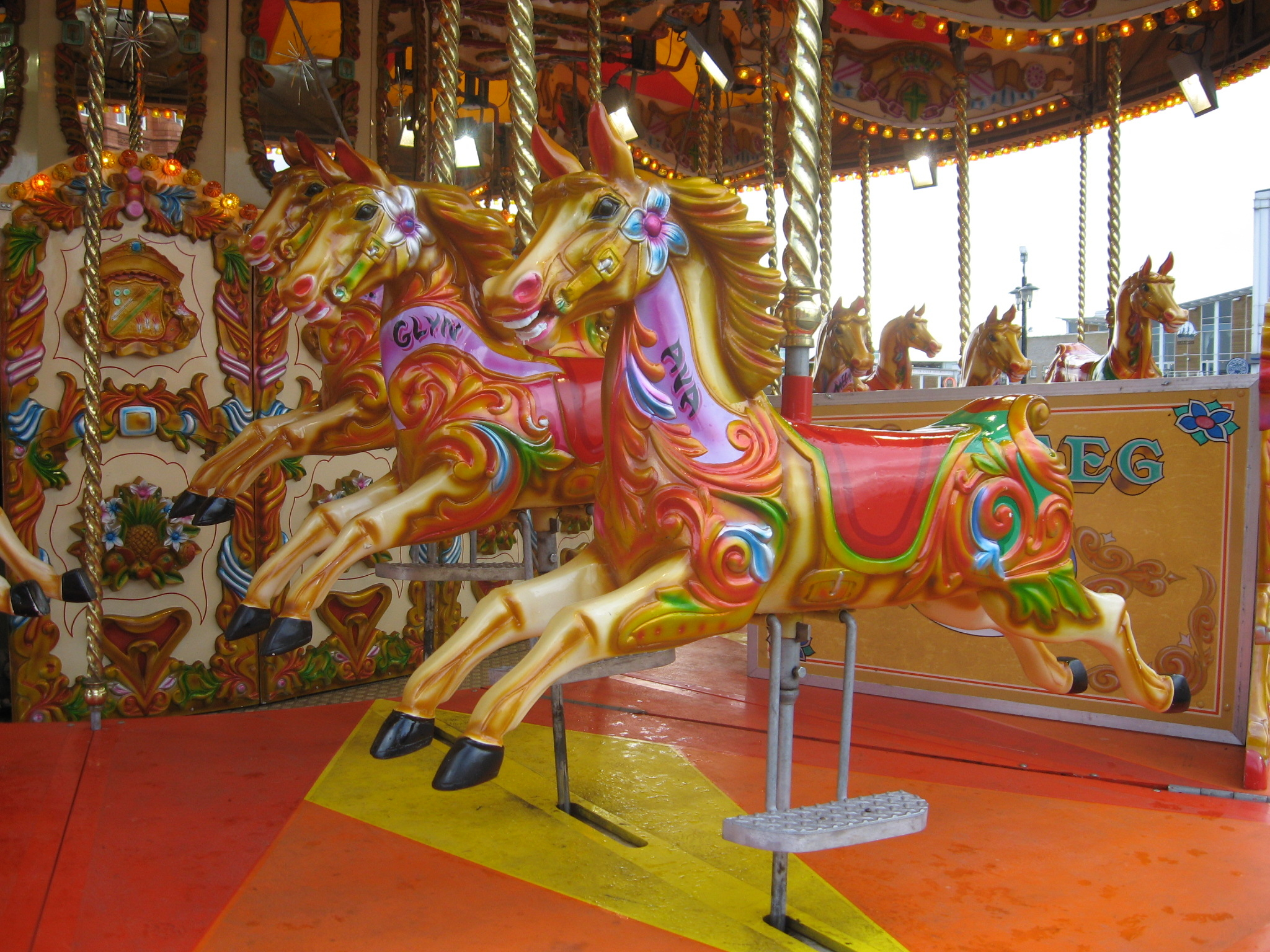
イギリスのメリーゴーラウンド

メリーゴーラウンド（英: merry-go-round)、回転木馬（かいてんもくば）は、遊園地の遊具の一つ。回転する床の上に、床の回転に合わせて上下する座席を備えた遊具である。座席は馬に似せて作られ、騎乗をシミュレートする。

## 名称
英語では一般的にメリゴゥラウンド（merry-go-round）と言うが、アメリカ合衆国ではキャラセル（carousel）、イギリスではラウンダバウト（roundabout）とも言う。
フランス語ではカルーゼル（carrousel）、あるいは、マネージュ（manège）と言う。
日本語では英語風にメリーゴーラウンド、もしくは転訛してメリーゴーランドと言う。別名は回転木馬（かいてんもくば）。なお、フランス語風にカルーセルと称する場合もある。

## 構造
円形状の回転する床から上下する棒が出ており、その先に馬や馬車などを模した座席が付いている。回転床の外側には防護柵が着いていることが多い。仮に座席から落下したりしても、床と座席は同じ速度で動いているため衝突や轢かれたりする事はない。

## 歴史

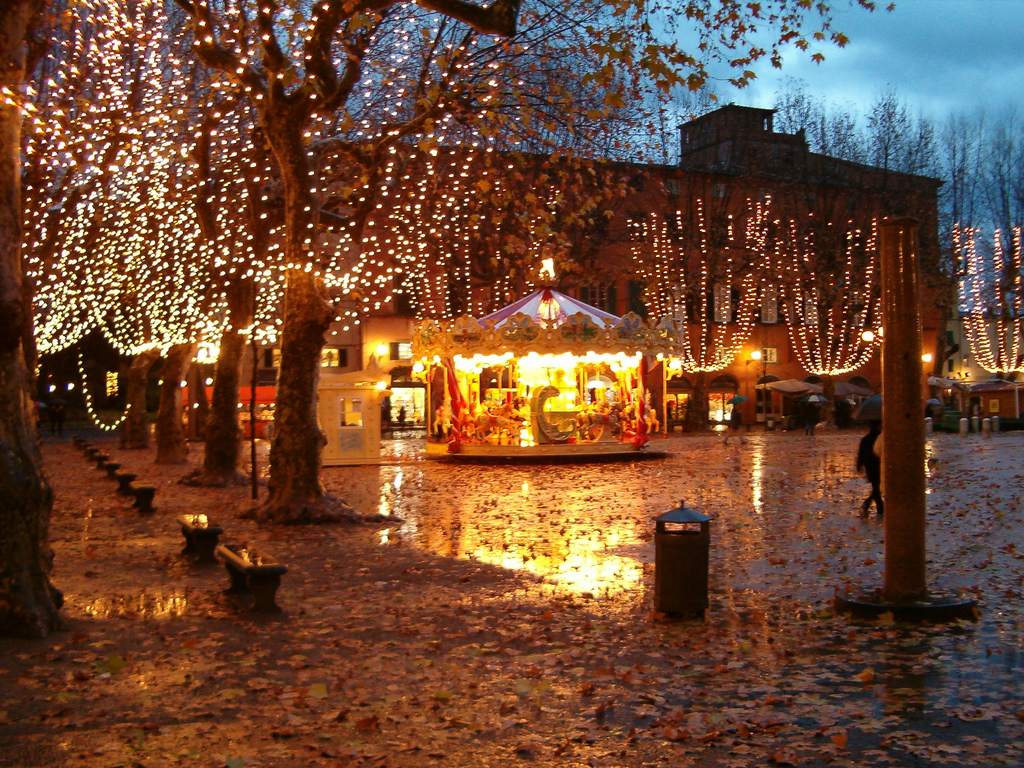
イタリアのメリーゴーラウンド

1860年頃、フランスで蒸気機関を動力として作られ、1870年頃にはヨーロッパやアメリカなどに広まった。
日本で最初に設置されたメリーゴーラウンドは、1903年に大阪で開催された第5回内国勧業博覧会のもの。

## 日本
カルーセルエルドラド
2020年に閉園したとしまえん（東京都）にあったこの回転木馬は、現存する日本最古の遊戯機械である（世界的に見ても最古級の回転木馬とされる。木馬は上下動をしない）。1907年にライプツィヒのフーゴー・ハーゼ（Hugo Haase） により製作され、ヨーロッパ各地を移動遊園地のアトラクションとして巡業した後、1911年にアメリカの遊園地コニーアイランドに譲渡され、フランクリン・ルーズベルト大統領をはじめ多くの人々が楽しんだ。1969年に日本へ渡り、1971年より豊島園で稼動。彫刻・装飾はアールヌーヴォー様式で、現在では貴重な文化財ともいえ、2010年には日本機械学会が定める機械遺産に認定された。としまえんにおける稼働を終えた現在は、再設置までの間、倉庫に保管される予定である。

### 設置施設と名称の例
- 北海道グリーンランド（北海道）- メリーゴーランド
- ルスツリゾート遊園地（北海道）- メリーゴーランド
- ルスツリゾートホテル（北海道）- 2階建てメリーゴーランド（カルーセル）
- スマイルグリコパーク（楽天モバイルパーク宮城内・宮城県仙台市） - メリーゴーラウンド
- 大森山ゆうえんちアニパ（大森山動物園内・秋田県）- ジュニアたちの小さなメリー（メリーゴーランド）
- リナワールド（山形県）- フェアリーキティカルーセル
- 那須高原りんどう湖ファミリー牧場（栃木県） - メリーゴーランド
- 那須ハイランドパーク（栃木県） - カルーセル
- 宇都宮動物園（栃木県）- メリーゴーランド
- とちのきファミリーランド（栃木県）- メリーゴーランド
- 渋川スカイランドパーク（群馬県） - メリーゴーランド
- 東武動物公園（埼玉県） - カルーセルウォーターリリー
- むさしの村（埼玉県加須市） - メリーゴーランド
- 西武園ゆうえんち（埼玉県所沢市）- メリーゴーラウンド
- 東京ディズニーランド（千葉県） - キャッスルカルーセル
- 東京ディズニーシー（千葉県） - キャラバンカルーセル
- マザー牧場（千葉県）- メリーゴーランド
- 東京ドームシティアトラクションズ（東京都） - ヴィーナスラグーン、カルーセル（後者は2016年に営業終了）
- 浅草花やしき（東京都）- メリーゴーランド
- あらかわ遊園（東京都荒川区） - メリーゴーランド
- としまえん （東京都）（2020年に閉園） - カルーセルエルドラド
- ナムコ・ナンジャタウン（東京都） - ビアンカヴィータ（現在は営業終了）
- マクセルアクアパーク品川（東京都）- ドルフィンパーティー
- よみうりランド（東京都） - メリーゴーランドドッグ
- 東京サマーランド（東京都あきる野市） - メリーゴーランド
- よこはまコスモワールド（神奈川県横浜市）- メリーゴーランド
- 横浜・八景島シーパラダイス（神奈川県横浜市）- メリーゴーラウンド
- ソレイユの丘（神奈川県） - メリーゴーランド
- 萌木の村（山梨県） - カルーセル・ドリーム
- 富士急ハイランド内リサとガスパールタウン（山梨県)　- エッフェル塔のカルーセル（リサとガスパールをテーマにしたメリーゴーラウンド）
- 長野市城山動物園（長野県）- メリーゴーランド
- 白樺リゾート 池の平ファミリーランド（長野県）- メリーゴーランド
- 伊豆ぐらんぱる公園（静岡県） - メリーゴーランド
- 伊豆アニマルキングダム（静岡県）- メリーゴーランド
- ぐりんぱ（静岡県）- メリーゴーラウンド
- 日本平動物園（静岡県）- アニマルカルーセル
- 刈谷ハイウェイオアシス（愛知県）- メリーゴーランド
- レゴランド・ジャパン（愛知県） - ブリック・パーティ
- 日本モンキーパーク（愛知県） - ダブルデッキ・メリー
- ジブリパーク（愛・地球博記念公園内・愛知県長久手市）- メリーゴーランド
- 志摩スペイン村（三重県） - ガウディカルーセル
- ナガシマスパーランド（三重県）- メリーゴーランド
- 天橋立ビューランド（京都府）- メリーゴーランド
- フェスティバルゲート（大阪府）（2007年に閉園） - マーメイドカルーセル
- ユニバーサル・スタジオ・ジャパン（大阪府） - ビッグバードのビッグトップ・サーカス（セサミストリートをイメージしたメリーゴーラウンド）[2]
- 神戸市立王子動物園（兵庫県）- メリーゴーランド
- アドベンチャーワールド（和歌山県） - メリーゴーランド
- ポルトヨーロッパ　(和歌山県)  -  メリーゴーランド
- ときわ公園（山口県）- メリーゴーランド
- だざいふ遊園地（福岡県） - ラッキーメリーゴーランド
- 福岡市動植物園（福岡県）- メリーゴーランド
- ハウステンボス（長崎県） - スカイカルーセル
- ハーモニーランド（大分県）- フェアリーキティカルーセル
- 宮崎市フェニックス自然動物園（宮崎県）- メリーゴーランド
- 平川動物公園（鹿児島県）- メリーゴーランド
- 沖縄こどもの国（沖縄県）- メリーゴーランド

## Gallery

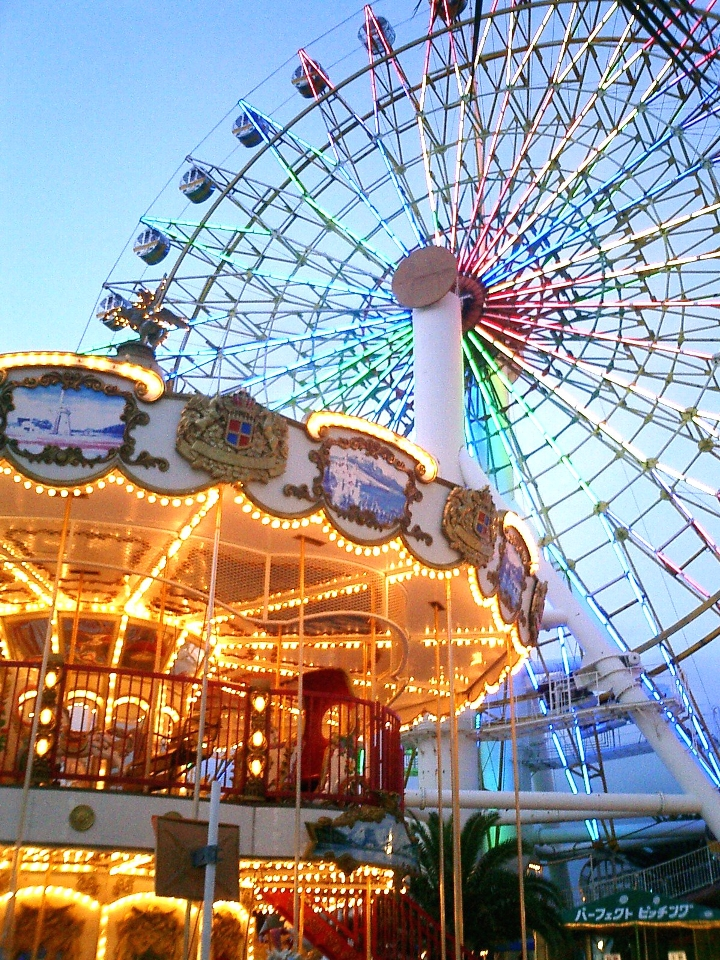
神戸ハーバーランドモザイクガーデン
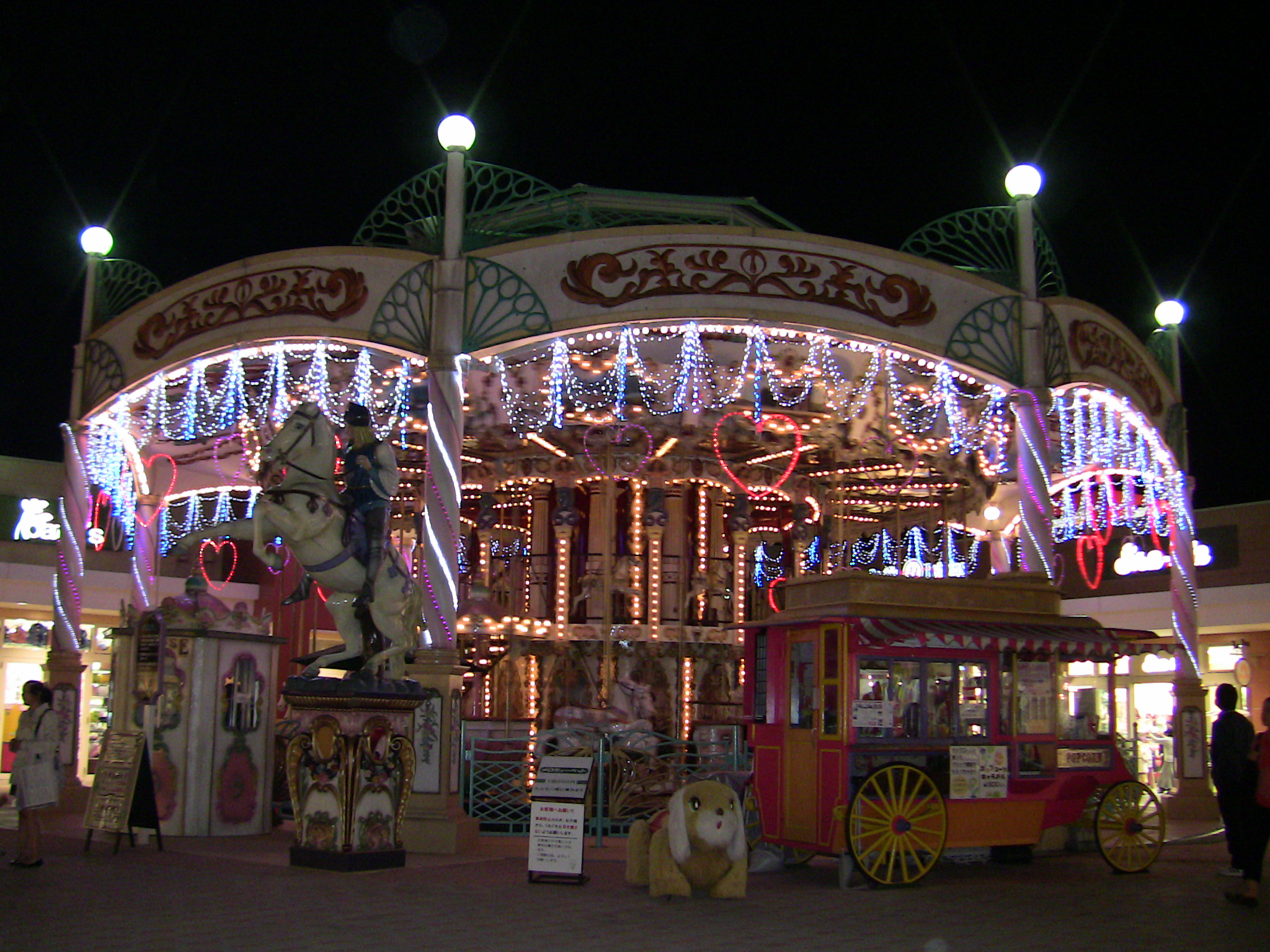
おやまゆうえんハーヴェストウォーク
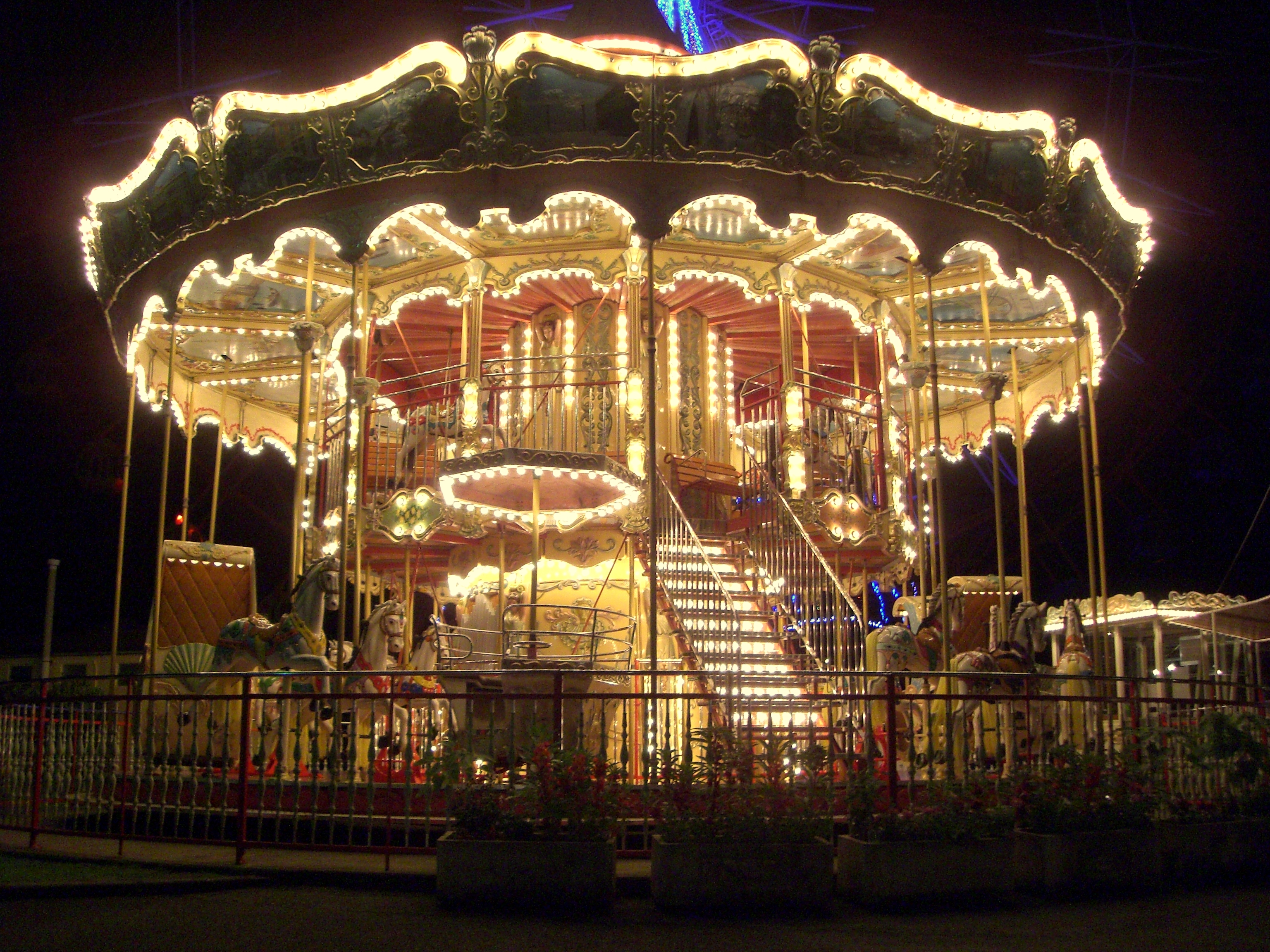
魚津市のミラージュランド
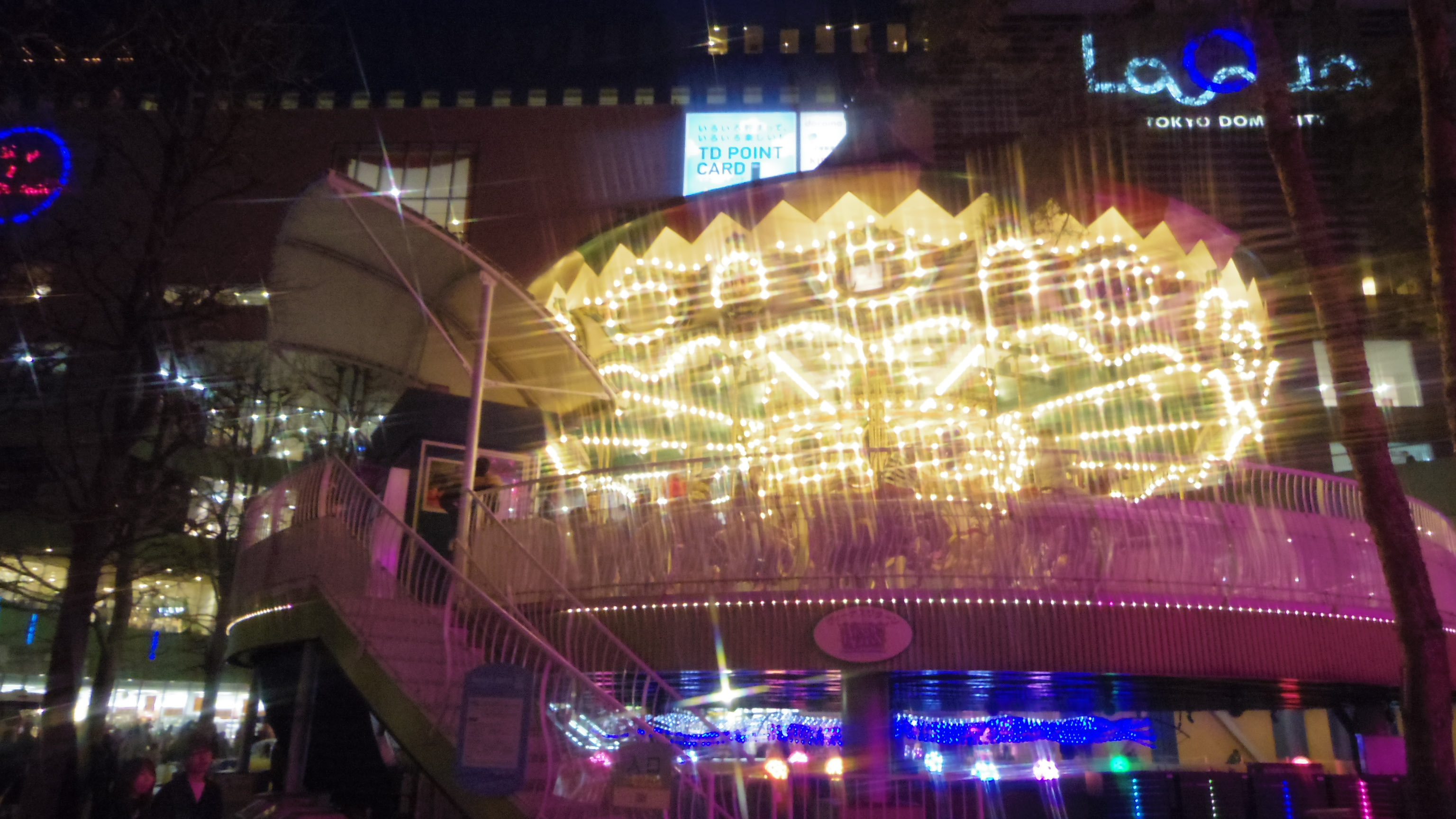
東京ドームシティアトラクションズ・ラクーア
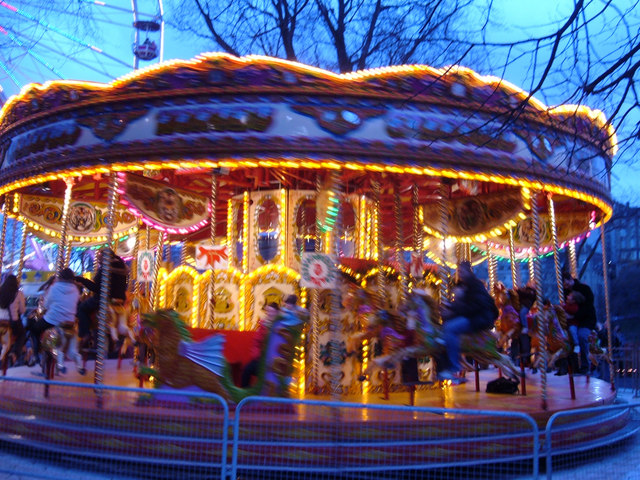
イギリスのメリーゴーラウンド
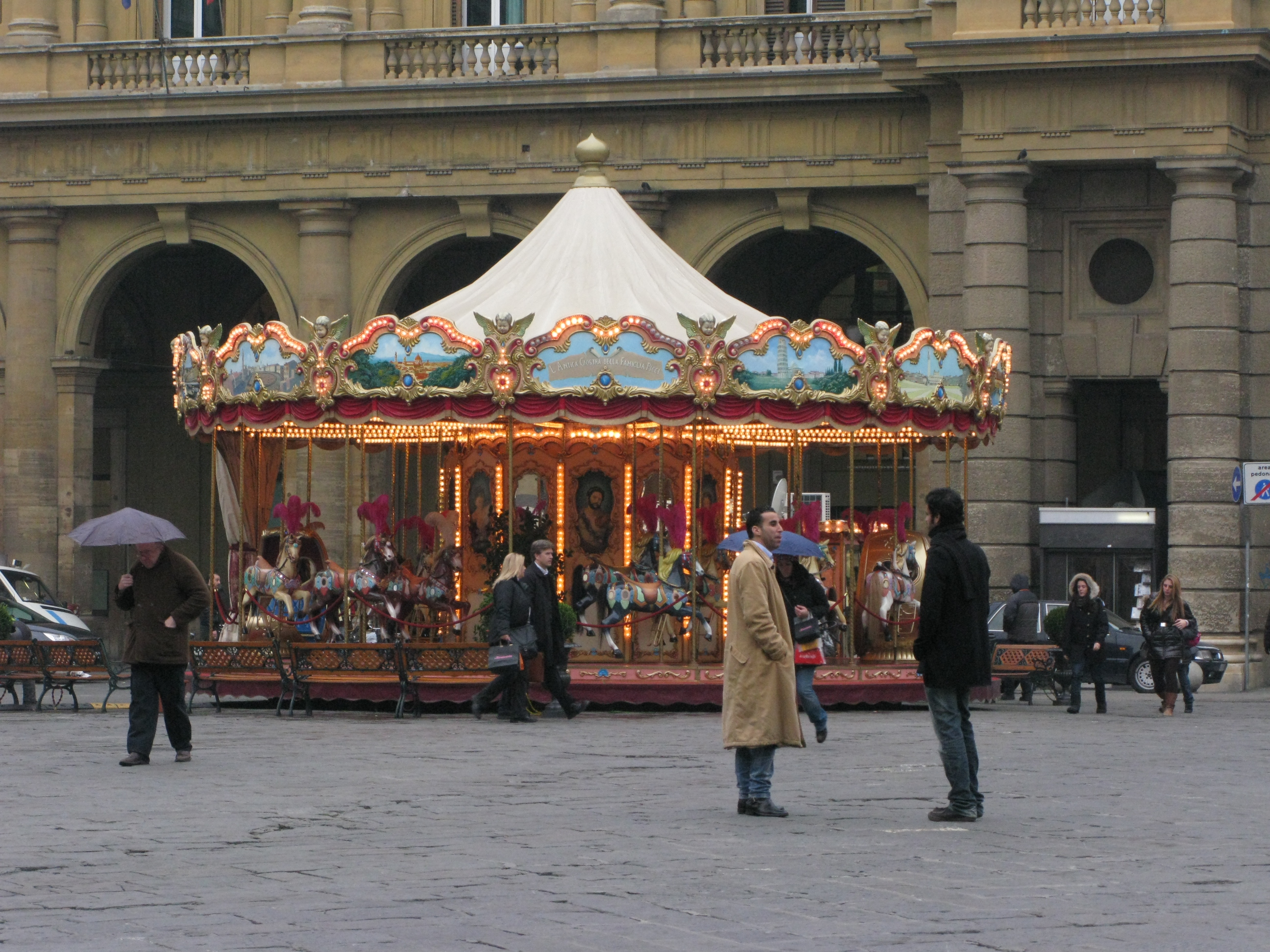
フィレンツェ・ヴェッキオ宮殿前広場に設置された、移動式メリーゴーラウンド
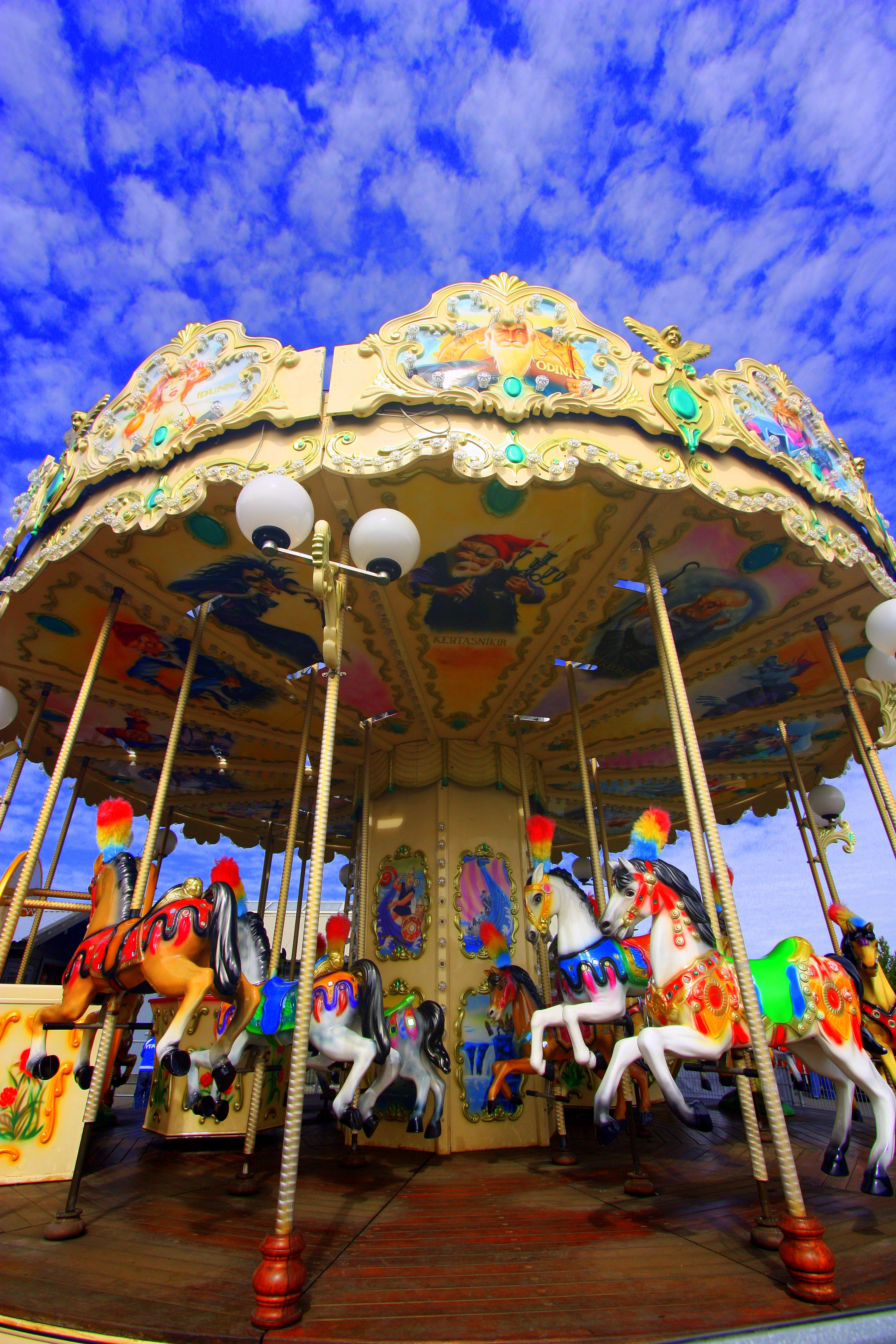
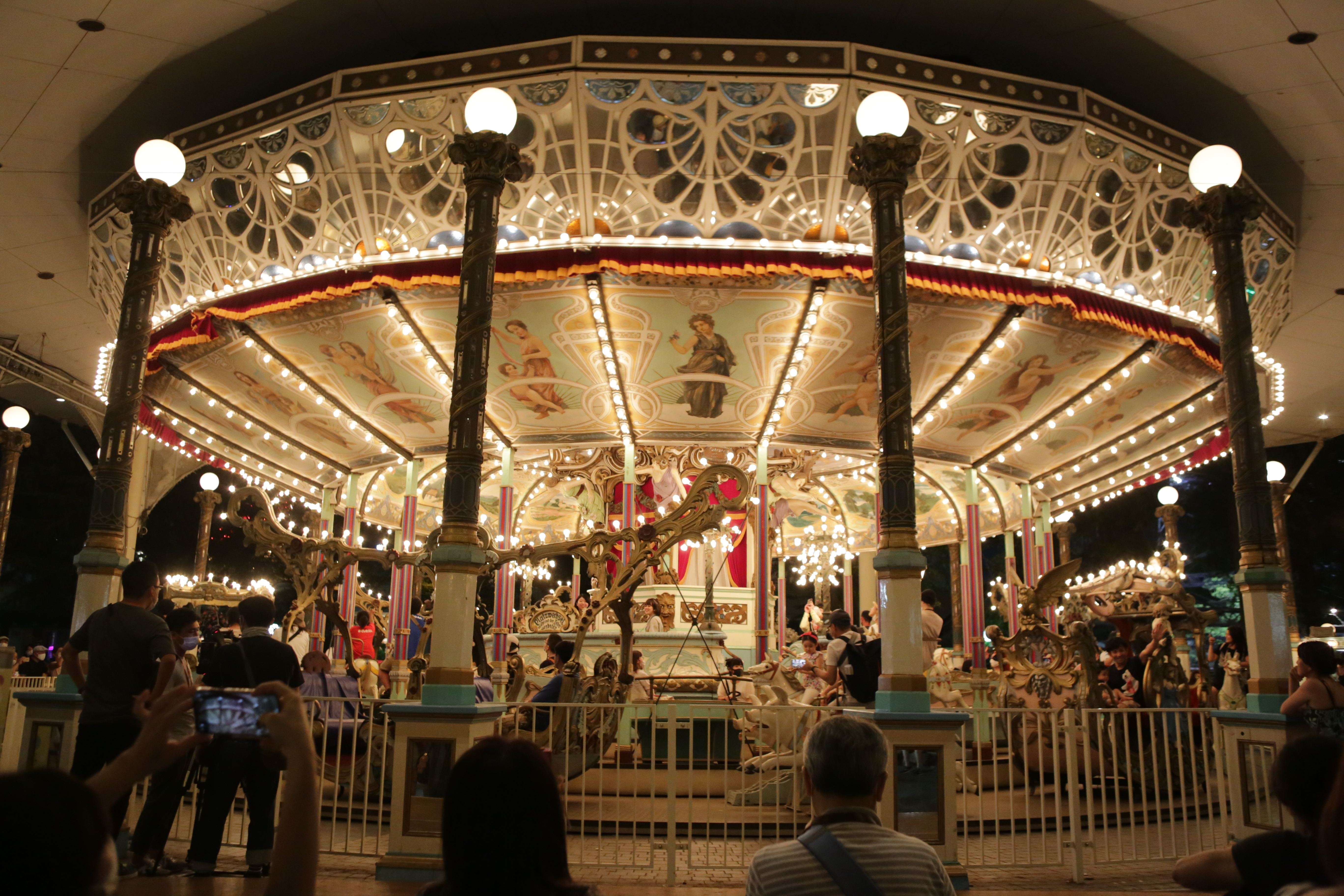
としまえんに設置されていたカルーセルエルドラド（閉園後は倉庫に保管）
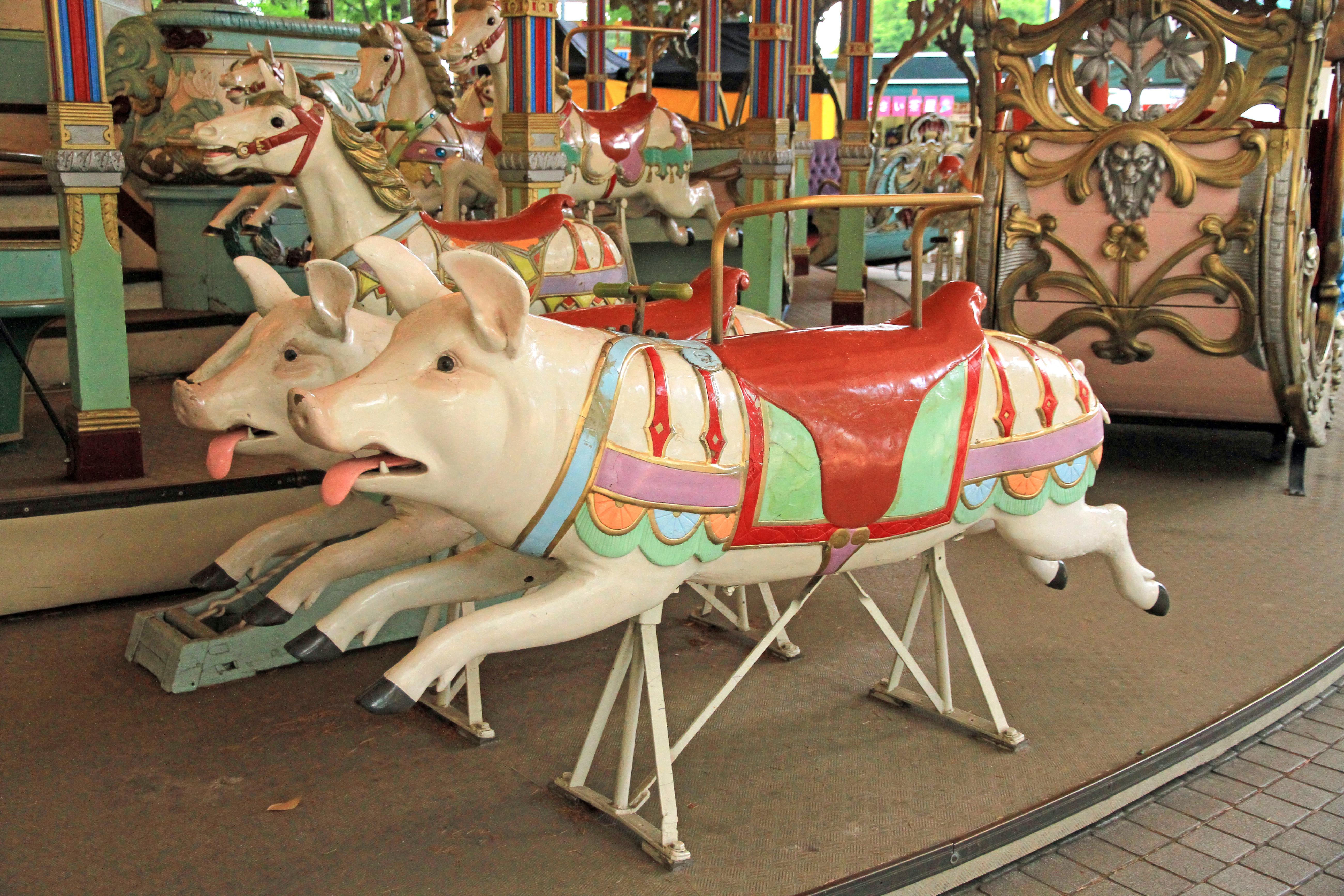
としまえんに設置されていたカルーセルエルドラド（閉園後は倉庫に保管）豚を模した座席がある。